# Мини Эстади
Мини Эстади (кат. Mini Estadi) — футбольный стадион, расположенный в Барселоне. Был открыт 23 сентября 1982 года. Вместимость 15 276 человек. Является домашней ареной для команды «Барселона Б» — дубля одноимённого известного клуба. Также в редких случаях здесь играет сборная Андорры по футболу. Ранее предназначался для команды «Барселона C», но после её роспуска в июле 2007 был отдан «Барселоне Б».
Помимо футбольных матчей, стадион используется и для проведения концертов. Так, группа Queen во время гастролей Magic Tour дала концерт 1 августа 1986 года на «Мини Эстади», а 7 и 8 июля 1987 года здесь выступил Дэвид Боуи.